# Tassile (generale)
Tassile (in greco antico: Tαξίλης?, Taxìles, in latino Taxiles; prima dell'86 a.C. – dopo il 69 a.C.) è stato un militare greco antico, generale al servizio di Mitridate VI del Ponto durante la prima e terza guerra mitridatica.

## Biografia
Tassile fu un generale al servizio di Mitridate VI del Ponto, uno di quelli in cui il sovrano ripose la massima fiducia. Appare il suo nome per la prima volta nell 86 a.C., quando fu mandato da Mitridate, con un esercito di non meno di 110.000 uomini, attraverso la Tracia e la Macedonia, per dare assistenza ad Archelao in Grecia. Egli riuscì nel corso della sua marcia ad occupare Anfipoli, che si era opposta alla sua marcia, raggiungendo poi la Tessaglia e la Focide. Qui tentò inutilmente di assediare Elateia, ma poco dopo abbandonò l'impresa per congiungersi con Archelao in Beozia. Le forze riunite dei due generali furono però sconfitte con grande strage, a Cheronea dalle armate romane del proconsole, Silla.
Da questo momento in poi non sappiamo più nulla di Tassile fino allo scoppio della terza guerra mitridatica nel 74 a.C., quando egli comandò insieme con Ermocrate, il grande esercito con cui Mitridate invase la Paflagonia e la Bitinia, nell'autunno dello stesso anno. Durante le operazioni successive prese parte all'assedio di Cizico (73 a.C.).
Dopo la sconfitta del re ed il suo ritiro nei suoi territori, troviamo di nuovo Tassile condividere con Diofanto il comando di un nuovo esercito che Mitridate inviò contro Lucullo nei pressi di Cabira (nel 72 a.C.). Alla fine anche questa campagna si risolse con una disfatta totale, in cui il campo reale cadde nelle mani del nemico.
Tassile accompagnò, infine, Mitridate nella sua fuga in Armenia (69 a.C.), dove combatté successivamente al fianco di Tigrane II nella grande battaglia di Tigranocerta, in occasione della quale egli tentò invano di frenare l'arroganza del monarca armeno. Questa è l'ultima volta che il suo nome compare.